# ليني ريفنستال

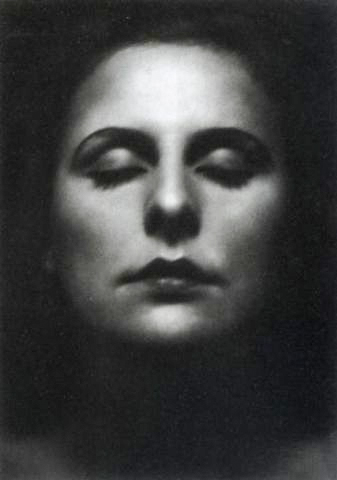

ليني ريفنستال (بالألمانية Helene Bertha Amalie "Leni" Riefenstahl) فنانة سينيمائية ألمانية من مواليد 1902 وتوفت عام 2003. ريفنستال كانت صديقة مقربة لأدولف هتلر، بزغ نجمها في الثلاثينيات من القرن الماضي، قبل أن يتم القبض عليها أعقاب هزيمة ألمانيا في الحرب العالمية الثانية. ثم إطلاق سراحها من دون تهم. اشتهرت بابتكارها لتقنيات مبدعة في مجال التصوير السينيمائي والإخراج، ومن أشهر أعمالها انتصار الإرادة (Triumph of the Will)
وصفت بي بي سي أفلامها الوثائقية النازية على أنها طفرة في عالم صناعة الأفلام، مستخدمة عدة كاميرات في آن واحد وفي موقع تصوير يعج بالرافعات والتجهيزات.

## نشأتها
ولدت ليني لأسرة غنية في برلين، لأب من كبار المقاولين المعماريين، وكان حسب وصفها فظا قاسيا عنيفا في بيته مرعبا، فنشأت في ظلال القسوة وتعودت منذ بواكير طفولتها على النظام الصارم الشبيه بالنظام العسكري الخشن، في حين كانت والدتها ضعيفة الشخصية، ولم تتح لها الفرصة أن تصبح ممثلة، فحرصت على أن تفعل كل ماتستطيع لتحقق في طفليها (ليني وهانز) ماعجزت هي عن تحقيقة، فمضى هانز على أول الطريق الذي اختاره لنفسه ان يكون مهندسا معمارياً، اما ليني فكانت بارعة في مجال الرياضة البدنية، فكان ابوها عقبة في طريقها اذ كان في يقينه ان التدريبات الرياضية قاصرة على الرجال، ورأى ان تقتصر العاب ابنته على العرائس، فلما كبرت قليلاً الحقها بمدرسة التدبير المنزلي تهيئة لحياتها القادمة في بيت الزوج وتربية الأبناء.
تدربت على الباليه في برلين في عمر السادسة عشر، واستمرت في تحقيق نجاحا ملحوظا في مجال الرقص، قبل أن تنتقل للسينما، حيث سافرت عبر أوروبا مع ماكس ريندهارت لتقدم عروضا في الرقص التعبيري، بدعم من المنتج هاري سوكال، تعرضت لإصابة في ركبتها أثناء تقديمها لأحد العروض في براغ، في نفس الأثناء بهرها مشاهدة وثائقي تدو أحداثه حول الجبال، ففكرت في خوض تجربة السينما  وبالفعل سافرت لجبال الألب لملاقاة المنتج أرنولد فرانك، واستطاعت بعدها أن تحصل على أدوارا مميزة في العديد من الأعمال كان آخرها فيلم SOS Eisberg وهو إنتاج أمريكي-ألماني مشترك، وهو الفيلم الوحيد الذي مثلت فيه دورها باللغة الإنكليزية، وكان من أشهر المعجبين بأعمالها في هذا الوقت أدولف هتلر. بعد الفيلم صاحبت ريفنستال أرنولد فرانك لدورة الألعاب الأولمبية لعام 1928 في سان موريتز، حيث ازداد شغفعا بتصوير الألعاب الرياضية.

## حياتها وفنها بعد الحرب العالمية الثانية
وجدت ليني ريفنستال نفسها بين نزلاء سجن داشو، مع كبار الشخصيات النازية، وبعد فترة أفرج عنها، ثم أعيد اعتقالها، وصودرت أفلامها وممتلكاتها، واكتشفت أن زوجها يبتزها ويخونها، فطلبت الطلاق، وحصلت عليه، وانزوت في عزلة يخيم عليها الحزن.

## مواضيع ذات صلة
- أدولف هتلر
- جوزيف غوبلز
- الحزب النازي
- ألمانيا النازية
- الدعاية النازية

## وصلات خارجية
- ليني ريفنستال على موقع IMDb (الإنجليزية)
- ليني ريفنستال على موقع الموسوعة البريطانية (الإنجليزية)
- ليني ريفنستال على موقع روتن توميتوز (الإنجليزية)
- ليني ريفنستال على موقع مونزينجر (الألمانية)
- ليني ريفنستال على موقع ألو سيني (الفرنسية)
- ليني ريفنستال على موقع ميوزك برينز (الإنجليزية)
- ليني ريفنستال على موقع تيرنر كلاسيك موفيز (الإنجليزية)
- ليني ريفنستال على موقع أول موفي (الإنجليزية)
- ليني ريفنستال على موقع قاعدة بيانات الأفلام السويدية (السويدية)
- ليني ريفنستال على موقع إن إن دي بي (الإنجليزية)
- ليني ريفنستال على موقع أوليمبيديا (الإنجليزية)

موقع ليني ريفنستال على الوِب